# Takács Gábor (grafikus)
Takács Gábor (Kolozsvár, 1938. november 9. –) erdélyi magyar grafikus, képzőművészeti író.

## Életútja, munkássága
Középiskoláit szülővárosában végezte, 1954-ben érettségizett. Tanulmányait ugyanitt végezte az Egészségügyi Szakiskola Fogtechnikai szakán és a Babeș-Bolyai Tudományegyetem Közgazdasági Karán.  1966 és 1984 között a szamosújvári Poliklinikán dolgozott fogtechnikusként. 1980 és 1984 között Szamosújváron, egy szakiskolában óraadó tanárként közgazdaságot tanított 1985-töl Kolozsváron, a Poliklinikán fogtechnikus 1998-ig, nyugdíjazásáig. 2010-től a Kelemen Lajos Műemlékvédő Társaság irodavezetője.
         A képzőművészethez kerülő utakon jutott el. A grafikával Gy. Szabó Bélával való megismerkedésekor került szoros kapcsolatba, majd a Budapesten élő Barcsay Jenő irányításával képezte magát autodidakta módon rajzban és grafikai eljárásokban. 1971 óta rendszeresen részt vett képzőművészeti kiállításokon. A Korunk Galériában 1971 óta részt vett a Bartók Béla, Madách Imre, Kodály Zoltán emlékére rendezett kiállításokon. 1976-tól kezdődően évente jelen van a Romániai Orvosok Téli Szalonja nevű kiállításokon 1981-ig bezárólag. 1981-től egyéni kiállításokkal jelentkezik Kolozsváron, Székelyudvarhelyen, Székelykeresztúron , Tel Avivban, Stockholmban. Részt vett a Zsoboki Nemzetközi Alkotótáborban két alkalommal (1998, 1999). Több ízben vett részt nemzetközi ex libris kiállításokon úgy mind Bormio, Wiesbaden, Mexico, Gyula, Arad, Peking, Brunaco stb.
         Első írása 1969-ben jelent meg a kolozsvári Igazságban. Művészi tárgyú írásokat zömmel a Korunkban, részben a Hétben, Utunkban, Művelődésben, Krónikában, Kelet Nyugatban és a Szabadságban közöl.  Tirnován Vid, Bardócz Lajos, Fuhrmann Károly, Kopacz Mária, Kusztos Endre, Incze János, Mohy Sándor, Balaskó Nándor és mások  életútjáról, kiállításairól  közöl tanulmányokat, írásokat.
         1994-1996 között és 2002-ben a Kolozsvári Rádió Stúdió magyar nyelvű adásában szerepelt műemlékismertető írásokkal Kolozsvár, majd Róma  műemlékeiről. 1988-ban és 2002-ben  a Római Magyar Akadémia meghívására egy képzőművészeti album összeállítása érdekében részt vett egy három és egy kéthetes tanulmányúton Róma ismertebb műemlékeiről. Elkészült 30 db grafika, valamint ezek művészettörténeti ismertetése, amit a Római Katolikus Paróchia támogatásával CD-re vettek. Könyv formájában 2017-ben jelent meg az Exit kiadó gondozásában.  2004-ben a stockholmi Magyar Ház meghívására egy egyéni grafikai kiállítással egybekötött tanulmányúton vett részt agy képzőművészeti album összeállítása érdekében Stockholm műemlékeiről. A kolozsvári Rádió Stúdió magyar nyelvű adásának külső munkatársaként Róma ismertebb műemlékeiről készített művészettörténeti ismertetést 24 részes sorozatban 2003 és 2005 között. Tagja a Barabás Miklós Céhnek és a Kelemen Lajos Műemlékvédelmi Társaságnak
A finnországi Exlibris Aboensis elnökével, Tauno Pirinoinen-nel kötött megegyezés alapján 2009 és 2019 között ex libris kiállításokat rendeztek Finnországban az erdélyi képzőművészek munkáiból és Kolozsváron a finnországi alkotók munkáiból.  A  megegyezést záró kiállításon Magyarország Kolozsvári Főkonzulátusán a Kelemen Lajos Műemlékvédő Társaság meghívására az Exlibris Aboensis elnöke, Tauno Pirinoinen is részt vett. 
A Sapientia Erdélyi Magyar Tudományegyetem számára adományozott 40 drb. grafikát a fametszet, tusrajz és szénrajz műfajában 50 x 40 cm-es keretben, amit a volt Melody szálloda épületében helyeztek el, a Táncművészeti Szakosztály helyiségeiben. A grafikák tematikája: műemlékek, 12 nagyváros műemlékeiből való válogatás. A diákok műemlékismeretének bővítése céljából a képeket egy művészettörténeti ismertetés kíséri mindegyik kép alján. 

### Egyéni grafikai kiállítások
- 1984 május, a 3-as számú Matematika-Fizika Líceum   Klub Galériája
- 1984 október, Székelykeresztúri Művészeti Múzeum
- 1985 szeptember, Korunk Galéria,. Kolozsvár
- 1985 december, Székelyudvarhelyi Művelődési Ház
- 1986,  a 3-as számú Matematika-Fizika Lícem Klub Galériája
- 1987 október, Állami Magyar Színház előcsarnoka
- 1991 november, Bné Brit rend Nordau Páholya, Tel Aviv
- 1993 július, Gy.Szabó Béla Galéria, Kolozsvár
- 2000 szeptember, Korunk Galéria, Kolozsvár
- 2001 Gaudeamus könyvesbolt, Kolozsvár
- 2004 október, Magyar Ház, Stockholm
- 2006, Korunk Galéria, Kolozsvár
- 2007, Olasz Kulturális Központ, Kolozsvár
- 2007, Barabás Miklós Galéria, Kolozsvár
- 2008, Apáczai Galéria, Kolozsvár
- 2008, Szépművészeti Múzeum, Kolozsvár
- 2010 augusztus, Szabók bástyája Balázs Lászlóval közösen
- 2012 november,Györkös Mányi Albert Emlékház
- 2018 február, Korunk Galéria, Kolozsvár
- 2022 június, Magyarország Kolozsvári Főkonzulátusa, Balázs Lászlóval közösen

## Kötetei
- Jerusáalem, Jerusalem!; Erdélyi Híradó, Ecriture sajtóház, Kolozsvár, 1993
- 15 erdélyi művész; Scripta kiadó, Nagyvárad, 1998
- Ex Libris; Mentor kiadó, Marosvásárhely, 2012
- Désy Károly művészi habitusa; Exit kiadó, Kolozsvár, 2021
- Barcelonától a Távol-Keletig. Szóban-képben; Stúdium, Kolozsvár, 2013
- Kérdezz-felelek Kolozsvár történetéből; Stúdium kiadó, Kolozsvár, 2016
- Balogh András festői világa; Exit kiadó, Kolozsvár, 2021
- Róma, az örök város; Exit kiadó, Kolozsvár, 2017

## Kisgrafikai biennálékon való részvétel
- Bormio, 1985 (Olaszország)
- Wiesbaden, 1987 (Németország)
- Peking, 1988 (Kína)
- Gyula, 1992 (Magyarország)
- Arad, 1992 (Románia)
- Kolozsvár, 2000., 2002 (Románia)
- Brunico, 2003 (Olaszország)
- Szeged, 2011 (Magyarország)